# Stigmella boehmeriae
Stigmella boehmeriae là một loài bướm đêm thuộc họ Nepticulidae. Nó là loài duy nhất được tìm thấy ở Kyushu in Nhật Bản.
Con trưởng thành bay từ giữa tháng 4, late tháng 7 và cuối tháng 8. There are probably four or more generations per year.
Ấu trùng ăn Boehmeria nipononivea và Boehmeria spicata. Chúng ăn lá nơi chúng làm tổ. 